# Kościół św. Jadwigi w Grodzisku Wielkopolskim

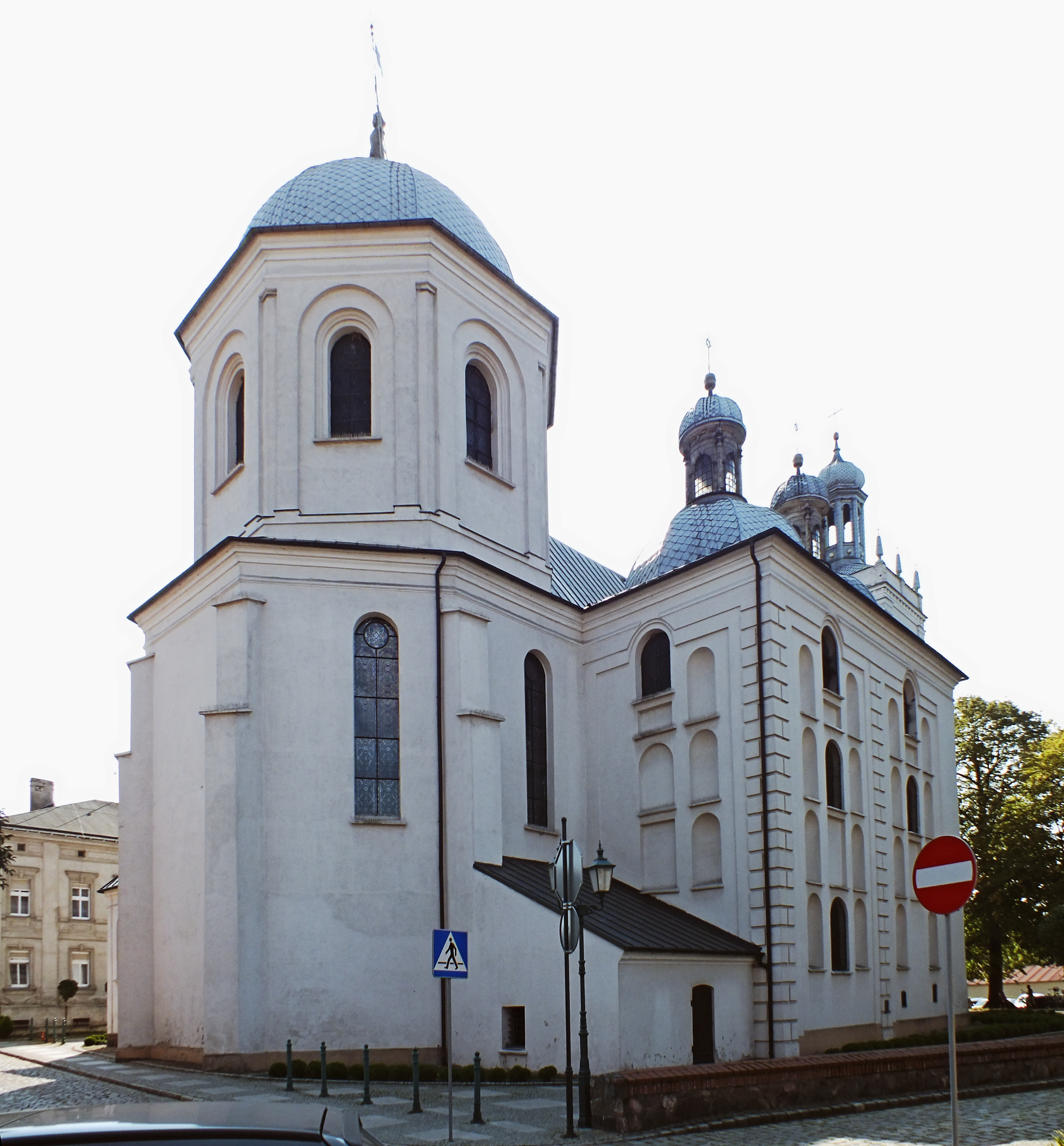
Kościół farny w Grodzisku Wielkopolskim

Kościół farny pw. św. Jadwigi Śląskiej – kościół w Grodzisku Wielkopolskim powstał już prawdopodobnie w XI w. W 2 poł. XIII w., po kanonizacji św. Jadwigi (1267) powstała zapewne parafia pod jej wezwaniem.

## Historia
Pierwsza historyczna wzmianka o kościele pochodzi z 1426 roku i przypisuje się datę budowy kościoła gotyckiego (niewykluczone, że budowa nowego kościoła spowodowana była pożarem, który strawił miasto w 1424 roku). W latach 1563–1593 kościół znajdował się w rękach protestantów. Gruntownie przebudowany i powiększony (trapezowo połączony z wieżą, która dotąd służyła jako obserwacyjno-obronna), z wykorzystaniem murów istniejącej budowli gotyckiej, w 2 ćw. XVII w., przez włoskiego architekta Krzysztofa Bonadurę Starszego, z fundacji Jana Opalińskiego, wojewody poznańskiego i jego syna Aleksandra starosty inowrocławskiego. 
Kościół poświęcono w 1648 roku, a przebudowa została ukończona w 1672 roku, za Jana Leopolda Opalińskiego, kasztelana nakielskiego (data do II wojny światowej znajdowała się na kopule).
W dniu 01.08.2021 parafię i kościół powierzono Kongregacji Oratorium św. Filipa Neri.

## Architektura i wnętrze kościoła
Kościół jest orientowany, manierystyczny, jest także murowany i otynkowany, jednonawowy, z wieżą od zachodu, z dwuprzęsłowym transeptem, którego ramiona utworzone przez pary kaplic, nakrytych kopułami oraz z prezbiterium jednoprzęsłowym, równej szerokości z nawą, zamknięty trójbocznie, nakryty kopułą na wysokim tamburze. Nawa czteroprzęsłowa, jej piąte przęsło od zachodu mieszczące chór muzyczny, trapezowo zwężone do szerokości kwadratowej wieży (wieża do czasu przebudowy kościoła stała osobno i pełniła funkcje obserwacyjno-obronną); od południa przy nawie niewielka nowsza kruchta. Przy prezbiterium od pół. stara zakrystia na planie kwadratu, od poł. zakrystia z 1865 roku.
Późnobarokowy ołtarz główny z ornamentami w stylu Ludwika XVI oraz obrazem Hołd Trzech Króli z 1856 r. pędzla Rafała Hadziewicza pochodzi z końca XVIII w. Z innych obrazów na uwagę zasługują Chrystus w Emaus z 1 połowy XVII w. (na bocznej ścianie prezbiterium) oraz Matka Boska Różańcowa z ok. 1640 r. autorstwa Bartłomieja Strobla (w rokokowym ołtarzu w prawej kaplicy).
Z gotyckiego kościoła zachowane: częściowo mury obwodowe nawy, ze szkarpami i dwoma portalami ostrołukowymi w środkowym przęśle, dolne partie wieży ze szkarpami narożnymi oraz trójboczne, oszkarpowane zamknięcie prezbiterium. Ściany wnętrza rozczłonkowane silnie występującymi, szerokimi filarami, przy których hermowe pilastry: ponad gzymsami pilastrów cofnięte imposty i gierowane gzymsy filarów, dźwigające jarzmowe, a w części zach. przyścienne gurty sklepień; sklepienia w trzech zach. przęsłach nawy kolebkowe z lunetami, o szwach podkreślonych wałkami, oraz z dekoracyjnymi stiukowymi ramionami; sklepienia dwóch przęseł traqnseptu kolebkowo-krzyżowe, z takimiż stiukowymi żebrami. Łuk tęczowy półkolisty trójuskokowy, zaakcentowany bardziej wysuniętymi filarami, opiętymi z trzech stron hermowymi pilastrami.
Przęsło prezbiterialne zwieńczone ośmiobocznym profilowanym gzymsem, ponad którym wznosi się kopuła na wysokim ośmiobocznym tamburze; gzyms tamburu (nieco asymetryczny w stosunku do gzymsu wieńczącego) wysunięty, wielokrotnie załamany, z ząbkowaniem i galeryjką o drewnianej balustradzie; ściany tamburu z oknami oraz półkolumnami w narożach; czasza kopuły szesnastodzielna, kasetonowa, bez latarni. Okna nawy i prezbiterium wysokie, wąskie, pochodzenia gotyckiego, zamknięte półkoliście. Pary kaplic transeptowych otwarte do nawy i rozdzielone szerokimi arkadami na pilastrach z wysuniętymi kolumnami o fantazyjnych korynckich głowicach.
Ściany kaplic rozczłonkowane wnękami arkadowymi, których archiwolty i podłucza, ozdobione rozetami, wsparte są na odcinkach gzymsu koronowego z takimiż rozetami; wieńczące belkowanie z fryzem rozetowym. W ścianach tarczowych ujętych gzymsem półkoliście zamknięte okna z rozglifionych wnękach z rozetowym obramieniem.
Kopuły kaplic wsparte na pendentywach, z kolistymi tamburami, w których na przemian okna i eliptyczne otwory do nawy oraz muszlowe nisze, ujęte hermowymi pilastrami, dźwigającymi wydatne belkowanie. Czasze kopuł dwunastodzielne, kasetonowe, z rozetami, zwieńczone latarniami. Chór muzyczny trójarkadowy, wsparty na filarach.
Na zewnątrz ściany prezbiterium, nawy i wieży oszkarpowane. Nad gzymsem wieńczącym prezbiterium wysoki ośmioboczny tambur kopuły, z oknami w arkadowych wnękach, z wgłębionymi lizenami w narożach. Czasze kopuł kryte blachą, na wierzchołku figura św. Floriana z tarczą i włócznią z blachy. Elewacje kaplic transeptu podzielone na pięć kondygnacji szeregami nisz arkadowych i prostokątnych wnęk, ślepych oraz mieszczących okna; naroża i część środkowa elewacji boniowane; ponad gzymsem koronującym bliźniacze czasze kopuł (tambury wtopione w ściany) podbite blachą, z latarniami o arkadowych okienkach rozdzielonych pilasterkami i kopułkowych nakryciach.
Wieża kwadratowa, rozczłonkowana kilkoma kondygnacjami wnęk (w górnych partiach nowsza), zwieńczona attyką i hełmem z 1865.